# Landsholdet
Landsholdet — датский музыкальный коллектив, состоящий из игроков футбольной сборной Дании, который известен тем, что записывает в преддверии международных турниров (чемпионатов мира и Европы) с участием сборной Дании различные песни. Так же называют и саму датскую сборную.
Волна популярности к коллективу пришла после того, как две записанные с игроками песни — The Danish Way to Rock рок-группы Nephew и Vi vandt i dag хип-хоп дуэта Nik & Jay — заняли лидирующие позиции в датских радиочартах (1-е место на две недели и 5-е место соответственно).

## Дискография
Здесь перечислены только попавшие в чарты песни
| Год  | Песня                                                             | Высшая позиция в чартах | Статус | Альбом |
| Год  | Песня                                                             | DEN                     | Статус | Альбом |
| ---- | ----------------------------------------------------------------- | ----------------------- | ------ | ------ |
| 1986 | "Re-Sepp-Ten" (Dodo & Landsholdet)                                | —                       |        |        |
| 1998 | "Vi vil ha' sejren i land" (Dodo & Landsholdet)                   | —                       |        |        |
| 2000 | "All We Need Is Love" (Landsholdet feat. Det Brune Punktum)       | —                       |        |        |
| 2004 | "Hvor vi fra" (Landsholdet feat. Safri Duo, Birthe Kjær и B-Boys) | —                       |        |        |
| 2010 | "The Danish Way to Rock" (Nephew feat. Landsholdet)               | 1                       |        |        |
| 2012 | "Vi vandt i dag" (Nik & Jay feat. Landsholdet)                    | 2                       |        |        |